# Erwin Weber
Erwin Weber (München, 12 juni 1959) is een Duits voormalig rallyrijder. Hij werd Europees rallykampioen in 1992.

## Carrière
Erwin Weber debuteerde in 1978 in de rallysport. Hij profileerde zich in snel tempo in het Duits rallykampioenschap, die hij in 1983 voor het eerst op zijn naam schreef. Uiteindelijk werd hij fabrieksrijder bij Opel, actief in de Groep B Opel Manta 400. Oorspronkelijk gecontracteerd als testrijder, maakte Weber in het seizoen 1985 zijn debuut in het Wereldkampioenschap rally tijdens de Safari Rally. Samen met teamgenoot Rauno Aaltonen waren ze op koers om een top twee resultaat te gaan boeken in de rally, totdat beide rijders problemen troffen met het materiaal en tot een aantal plaatsen terugvielen in het klassement. In het seizoen 1986 maakte Weber de overstap naar het fabrieksteam van Toyota, waarmee hij tijdens de WK-ronde in Ivoorkust zijn beste resultaat behaalde met een derde plaats. Met de overgang naar Groep A reglementen werd Weber vervolgens onderdeel van de fabrieksinschrijving van Volkswagen, die in het seizoen 1987 nagenoeg een volledig programma in het WK reden met hun Volkswagen Golf GTI. Weber eindigde twee keer op het podium en zou het seizoen afsluiten op een zesde plaats in het rijderskampioenschap. Weber bleef vervolgens aan bij Volkswagen, die in het seizoen 1990 wederom een serieuze poging ondernamen met de nieuwe vierwielaangedreven Volkswagen Golf Rallye G60. De auto bleek onbetrouwbaar en minder competitief te zijn dan geanticipeerd, en ondanks nog een derde plaats van Weber in Nieuw-Zeeland dat jaar (waar enkel punten konden worden gescoord voor het rijderskampioenschap) werd het project voor het WK rally na afloop van het seizoen beëindigd.
Met Volkswagen greep Weber nog wel voor de tweede keer naar de Duitse rallytitel in 1991. Het jaar daarop reed Weber met een Mitsubishi Galant VR-4 in het Europees kampioenschap rally. Weber behaalde daarin zes overwinningen en schreef met overtuiging de Europese titel op zijn naam. Weber keerde in de jaren erna terug in het WK, als fabrieksrijder bij het team van Seat, die met de Seat Ibiza Kit Car deelnamen aan het constructeurskampioenschap voor Formule 2 auto's. Hij hielp het merk in de seizoenen 1996 en 1997 mee aan de titel in deze categorie.
In de jaren tachtig en negentig is Weber ook actief geweest in rally-raid evenementen, zoals de Dakar-rally. Als fabrieksrijder van Mitsubishi eindigde hij tweede tijdens deze rally in 1992. Weber is in latere jaren bij meerdere privé-ingeschreven rallyteams betrokken geweest in het management gedeelte.

## Complete resultaten in het Wereldkampioenschap rally

### Overzicht van deelnames
| Seizoen | Inschrijving          | Auto                       | 1      | 2   | 3      | 4      | 5      | 6      | 7   | 8      | 9      | 10    | 11     | 12     | 13  | 14    | Pos. | Punten |
| ------- | --------------------- | -------------------------- | ------ | --- | ------ | ------ | ------ | ------ | --- | ------ | ------ | ----- | ------ | ------ | --- | ----- | ---- | ------ |
| 1985    | Opel Euro Team        | Opel Manta 400             | MON    | ZWE | POR    | KEN 5  | FRA    | GRI    | NZL | ARG    | FIN    | ITA   | IVK    | GBR 11 |     |       | 25   | 8      |
| 1986    | Toyota Team Europe    | Toyota Celica TCT          | MON    | ZWE | POR    | KEN 4  | FRA    | GRI    | NZL | ARG    | FIN    | IVK 3 | ITA    | GBR    | VST |       | 11   | 22     |
| 1987    | Volkswagen Motorsport | Volkswagen Golf GTI 16V    | MON 9  | ZWE | POR NF | KEN 4  | FRA    | GRI 6  | VST | NZL    | ARG 3  | FIN   | IVK 3  | ITA    | GBR |       | 6    | 44     |
| 1988    | Volkswagen Motorsport | Volkswagen Golf GTI 16V    | MON    | ZWE | POR 7  | KEN NF | FRA    | GRI    | VST | NZL    | ARG    | FIN   | IVK    | ITA    | GBR |       | 52   | 4      |
| 1989    | Volkswagen Motorsport | Volkswagen Golf GTI 16V    | ZWE    | MON | POR    | KEN 8  | FRA    | GRI    | NZL | ARG    | FIN    | AUS   | ITA    | IVK    | GBR |       | 59   | 3      |
| 1990    | Volkswagen Motorsport | Volkswagen Golf Rallye G60 | MON    | POR | KEN    | FRA    | GRI NF | NZL 3  | ARG | FIN    | AUS NF | ITA   | IVK    | GBR    |     |       | 18   | 12     |
| 1994    | Seat Sport            | Seat Ibiza GTI 16V         | MON    | ZWE | POR    | KEN    | FRA    | GRI    | ARG | NZL    | FIN    | AUS   | ITA    | SPA NF | GBR |       | -    | -      |
| 1995    | Seat Sport            | Seat Ibiza GTI 16V         | MON    | ZWE | POR 22 | KEN    | FRA    | GRI 3  | NZL | ARG    | FIN 13 | AUS   | ITA    | SPA    | GBR |       | -    | 0      |
| 1996    | Seat Sport            | Seat Ibiza GTI 16V         | MON 10 | ZWE | POR 7  | KEN    | IDN    | FRA 11 | GRI | ARG 19 | NZL 12 | FIN   | AUS 16 | ITA    | SPA | GBR 9 | -    | 0      |
| 1997    | Seat Sport            | Seat Ibiza GTI 16V         | MON    | ZWE | KEN    | POR 11 | SPA    | FRA    | ARG | GRI NF | NZL    | FIN   | IDN 9  | ITA    | AUS | GBR   | -    | 0      |